# Святотроицкое (Днепропетровская область)
Святотроицкое (укр. Святотроїцьке, до 2024 года — Первомайское) — село,
Преображенский сельский совет,
Юрьевский район,
Днепропетровская область,
Украина.
Код КОАТУУ — 1225986311. Население по переписи 2001 года составляло 136 человек.

## Географическое положение
Село Первомайское находится на расстоянии в 1 км от села Преображенка и в 1,5 км от сёл Голубовское и Белозёрское.
По селу протекает пересыхающий ручей с запрудой.

## Происхождение названия
Село было названо в честь праздника весны и труда Первомая, отмечаемого в различных странах 1 мая; в СССР он назывался Международным днём солидарности трудящихся.
На территории Украинской ССР имелись 50 населённых населённых пунктов с названием Першотравневое и 27 — с названием Первомайское.